# Trying to Burn the Sun
Trying to Burn the Sun è il terzo ed ultimo album in studio degli Elf, pubblicato nel 1975. Poco dopo la pubblicazione Ritchie Blackmore reclutò tutta la band ad eccezione del solo Edwards, e fondò i Rainbow. In seguito saranno pubblicate delle raccolte.

## Tracce
1. Black Swampy Water – 3:43
2. Prentice Wood – 4:37
3. When She Smiles – 4:54
4. Good Time Music – 4:30
5. Liberty Road – 3:22
6. Shotgun Boogie – 3:07
7. Wonderworld – 5:03
8. Streetwalker – 7:07

## Formazione
- Ronnie James Dio – voce, basso addizionale
- Steve Edwards – chitarra
- Micky Lee Soule – pianoforte, chitarra addizionale
- Craig Gruber – basso
- Gary Driscoll – batteria
- Mark Nauseef – percussioni